# Theater an der Gumpendorfer Straße

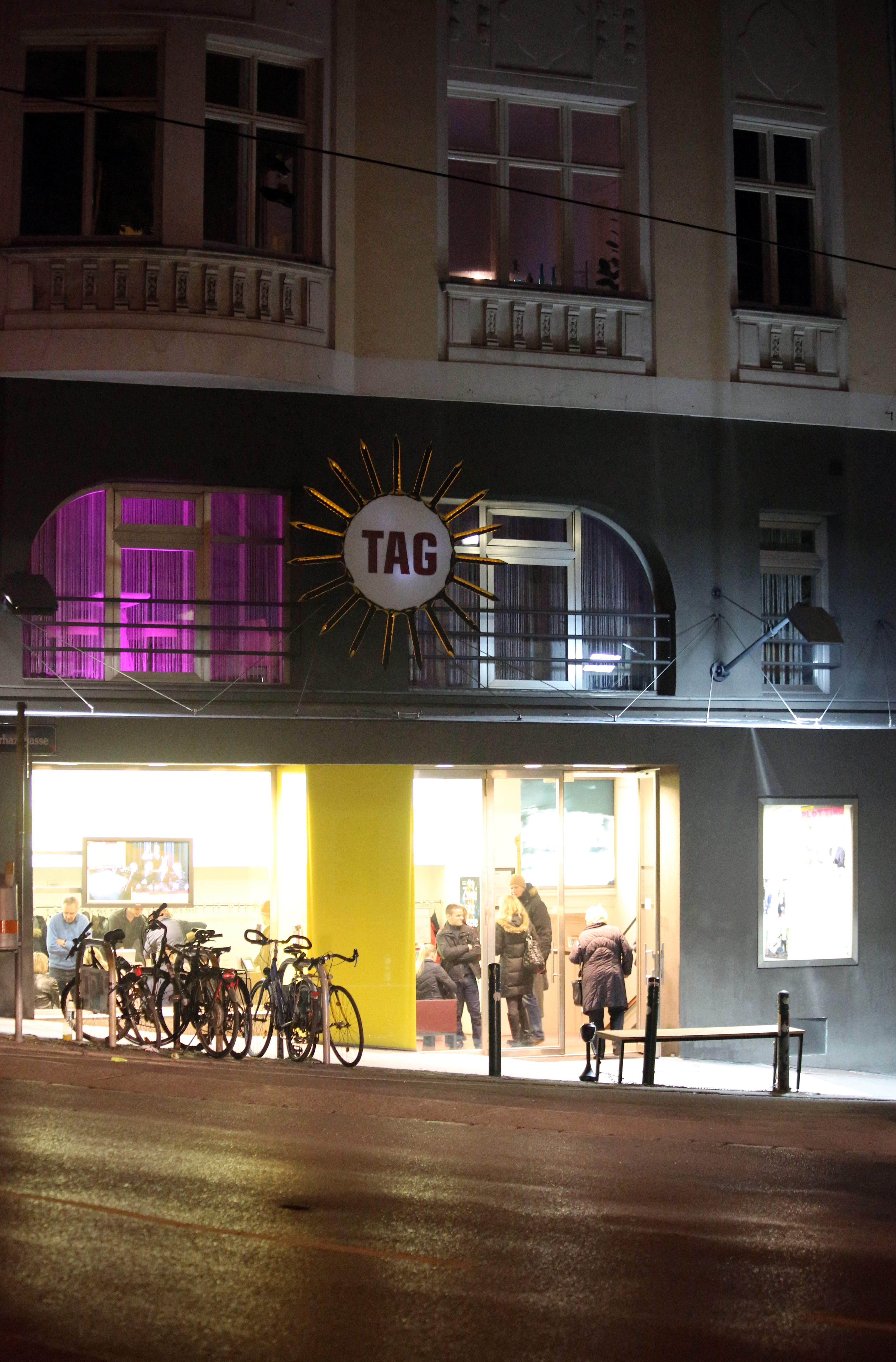
TAG – Theater an der Gumpendorfer Straße (2013)

Das Theater an der Gumpendorfer Straße (TAG) ist eine der sogenannten „Mittelbühnen“ Wiens und wurde am 13. Jänner 2006 eröffnet.
Das TAG entwickelt Theaterabende, die von großen Vorlagen oder dramatischen Stoffen ausgehen, die neu interpretiert und ins Heute „überschrieben“ werden. Für diesen Prozess – vom leeren Blatt Papier bis zur Premiere – arbeitet man mit Theatermachern aus dem gesamten deutschsprachigen Raum zusammen.
Das TAG, eine der sogenannten Wiener Mittelbühnen, hat ein Schauspielensemble, einen variablen Bühnen-/Zuschauerraum für 47 bis 212 Personen und zeigt pro Saison (Anfang Oktober bis Ende Juni) drei bis fünf Eigenproduktionen im Repertoire, ergänzt um zwei bis drei Gastproduktionen und seine Improvisationstheater-Schiene.

## Geschichte
Im November 2004 wurde im Rahmen der Wiener Theaterreform unter anderem das Konzept der Gruppen-Kooperative HIGHTHEA (urtheater, Theater KINETIS, L.U.S.Theater) aus 117 Einreichungen von einer Theaterjury bestehend aus Theoretikern, Intendanten, Dramaturgen und Fachjournalisten unter der Leitung von Dietmar N. Schmidt für eine vierjährige Förderung empfohlen.
Die Stadt Wien reagierte auf die Empfehlung mit dem Vorschlag, die Leitung des Hauses vom Theater Gruppe 80, die von Helga Illich und Helmut Wiesner nach 23-jähriger Arbeit mit Ende der Saison 2004/05 zurückgelegt wurde, der Kooperative HIGHTHEA zu übertragen. Diese übernahm unter dem neuen Namen TAG am 1. Juli 2005 die Leitung des Theaters und seines Trägervereins mit dem Anspruch, das heterogene ästhetische und inhaltliche Angebot der drei Gründungsgruppen unter einem Dach zu vereinen. Das TAG wird seither vom Kulturamt der Stadt Wien gefördert. Das Staatssekretariat für Kunst und Medien im Bundeskanzleramt beendete mit Mitte 2005 seine langjährige Förderung des Standorts. Der umfassende Umbau, der u. a. die Fassade, das obere Foyer und die Künstlergarderoben und sanitären Anlagen betrifft, wurde von der Stadt Wien mit einer zweckgewidmeten Förderung finanziert.
Am 13. Jänner 2006 fand die Wiedereröffnung des TAG statt. So präsentiert sich die Leitung des TAG – nach dem Schrittweisen Rückzug des Theater Kinetis – als eine Gruppe bestehend aus den Gründungsmitgliedern Margit Mezgolich, Gernot Plass, Georg Schubert, Isabelle Uhl und Ferdinand Urbach.
Mit der Saison 2009/10 zeichnete Margit Mezgolich erstmals alleinig künstlerisch verantwortlich und lud das Wiener Publikum sowie Theatermacher aus dem gesamten deutschen Sprachraum (Projekt „Werktage“) zu einem Spiel mit Perspektiven: Zukunftsperspektiven, neue Perspektiven auf alte Stoffe, Geschichten aus wechselnder Perspektive erzählt. Das Projekt „Werktage“ wurde als zentrales Element des Spielplans auch in den folgenden Saisonen fortgesetzt (10/11: „Lüge / Scheinwelten“, 11/12: „Sei mein Held!“).
Das Theater wird seit der Saison 2013/14 von einem seiner Gründer, Gernot Plass, künstlerisch geleitet und konnte sich in den letzten Jahren deutlich in der Wiener Theaterlandschaft positionieren und mit seinen Produktionen Erfolge bei Publikum und Presse feiern. Unter anderem war es viermal für den Nestroy-Theaterpreis für die „Beste Off-Produktion“ nominiert (2012 „Hamlet sein“ von Gernot Plass, 2013 „Moorland“ von Gernot Plass, 2016 „Bluad, Roz und Wossa“ von Christian Suchy), den es 2014 auch gewann (für „Der diskrete Charme der smarten Menschen“ von Ed. Hauswirth).
Das TAG wird seit 2014 als gemeinnützige GmbH im Eigentum des Theaterverein Wien geführt. Der damals zuständige Stadtrat Mailath-Pokorny hatte die Geschäftsführung bis zum Jahr 2021 verlängert. Im Februar 2020 wurden die Verträge von Gernot Plass als künstlerischer und Ferdinand Urbach als kaufmännischer Geschäftsführer bis Mitte 2025 verlängert.
Für die Spielzeit 2025/26 wurde Sara Ostertag zur künstlerischen Leiterin des Theaters an der Gumpendorfer Straße bestellt. Da das Theater mit der Übernahme durch die neue Geschäftsführung neu aufgestellt wird, fand im April 2025 ein Flohmarkt statt, bei dem sämtliches Mobiliar, Kostüme, Requisiten oder Alltagsgegenstände verkauft wurden. Unter Ostertags Leitung sind verstärkt Eigenproduktionen in mehreren Sprachen sowie Inszenierungen mit multilingualen Künstlerinnen und Künstlern der Theaterszene vorgesehen.

## Auszeichnung
- 2014 Nestroy-Theaterpreis[4]

## Ensemble
Jens Claßen, Michaela Kaspar, Raphael Nicholas, Lisa Schrammel, Georg Schubert

## Gäste 2017/18
Alexander Braunshör, Emese Fáy, Sven Kaschte, Julian Loidl, Nancy Mensah-Offei, Johanna Orsini-Rosenberg, Julia Schranz, Paul Skrepek, Petra Strasser, Elisabeth Veit, u. a.

## Gäste 2023/24
Ambra Berger, Peter Bocek, Florian Carove, Julia Edtmeier, Emese Fáy, Emanuel Fellmer, David Fuchs, Andreas Gaida, Ida Golda, Markus Hamele, Stefan Lasko, Johanna Orsini, Martina Spitzer, Anja Štruc, Kristóf Szimán und Thomas Toppler.